# Nordisk kombination vid olympiska vinterspelen 1992
Resultat från tävlingarna i nordisk kombination vid olympiska vinterspelen 1992 i Albertville, Frankrike.

## Medaljer
| Pl. | Nation    | Guld | Silver | Brons | Totalt |
| --- | --------- | ---- | ------ | ----- | ------ |
| 1   | Frankrike | 1    | 1      | 0     | 2      |
| 2   | Japan     | 1    | 0      | 0     | 1      |
| 3   | Norge     | 0    | 1      | 0     | 1      |
| 4   | Österrike | 0    | 0      | 2     | 2      |

## Herrar

### Individuell
12 februari 1992
| Placering | Åkare               | Tid       | Nation   |
| --------- | ------------------- | --------- | -------- |
| Guld      | Fabrice Guy         | Frankrike | 43:45.4  |
| Silver    | Sylvain Guillaume   | Frankrike | + 48.4   |
| Brons     | Klaus Sulzenbacher  | Österrike | + 1:06.3 |
| 4         | Fred Børre Lundberg | Norge     | + 1:26.7 |
| 5         | Klaus Ofner         | Österrike | + 1:29.8 |
| 6         | Allar Levandi       | Estland   | + 1:34.1 |
| 7         | Kenji Ogiwara       | Japan     | + 1:57.4 |
| 8         | Stanisław Ustupski  | Polen     | + 2:28.1 |

### 3 x 10 km stafett
18 februari 1992
| Placering | Åkare                                                      | Tid             | Nation    |
| --------- | ---------------------------------------------------------- | --------------- | --------- |
| Guld      | Reiichi Mikata, Takanori Kono & Kenji Ogiwara              | Japan           | 1:23:36.5 |
| Silver    | Knut Tore Apeland, Fred Børre Lundberg & Trond Einar Elden | Norge           | + 1:26.4  |
| Brons     | Klaus Ofner, Stefan Kreiner & Klaus Sulzenbacher           | Österrike       | + 1:40.1  |
| 4         | Francis Repellin, Sylvain Guillaume & Fabrice Guy          | Frankrike       | + 2:15.5  |
| 5         | Hans-Peter Pohl, Jens Deimel & Thomas Dufter               | Tyskland        | + 4:45.4  |
| 6         | Josef Kovařík, Milan Kučera & František Maka               | Tjeckoslovakien | + 9:04.7  |
| 7         | Pasi Saapunki, Jari Mantila & Teemu Summanen               | Finland         | + 9:06.8  |
| 8         | Joe Holland, Tim Tetreault & Ryan Heckman                  | USA             | + 9:08.3  |